# Triathlon vid olympiska sommarspelen 2008
Triathlon var en av grenarna som utövades under Olympiska sommarspelen 2008 i Peking.

## Program
| Datum      | Tid (lokal)   | Tid (CET)     | Gren                | Omgång        |
| ---------- | ------------- | ------------- | ------------------- | ------------- |
| 2008-08-18 | 10:00 - 12:20 | 04:00 - 06:20 | Damernas Triathlon  | FINAL         |
| 2008-08-18 | 12:30 - 12:45 | 06:30 - 06:45 | Damernas Triathlon  | Prisutdelning |
| 2008-08-19 | 10:00 - 12:10 | 04:00 - 06:10 | Herrarnas Triathlon | FINAL         |
| 2008-08-19 | 12:20 - 12:35 | 06:20 - 06:35 | Herrarnas Triathlon | Prisutdelning |

## Medaljfördelning
| Pl.    | Nation      | Guld | Silver | Brons | Totalt |
| ------ | ----------- | ---- | ------ | ----- | ------ |
| 1      | Australien  | 1    | 0      | 1     | 2      |
| 2      | Tyskland    | 1    | 0      | 0     | 1      |
| 3      | Kanada      | 0    | 1      | 0     | 1      |
| 3      | Portugal    | 0    | 1      | 0     | 1      |
| 5      | Nya Zeeland | 0    | 0      | 1     | 1      |
|        |             |      |        |       |        |
| Totalt | Totalt      | 2    | 2      | 2     | 6      |

## Medaljörer
| Gren               | Guld                     | Silver                     | Brons                      |
| Damer Detaljer...  | Emma Snowsill Australien | Vanessa Fernandes Portugal | Emma Moffatt Australien    |
| Herrar Detaljer... | Jan Frodeno Tyskland     | Simon Whitfield Kanada     | Bevan Docherty Nya Zeeland |

## Favoriter
Några kända deltagare bland damerna var:
- Vanessa Fernandes, POR, (rankad 1, EM 1:a, rankad 1 inom 2008)
- Samantha Warriner, NZL, (rankad 2, VM 3:a, rankad 3 inom 2008)
- Emma Snowsill, AUS, (rankad 3, rankad 1 inom 2008)
- Emma Moffat, AUS, (rankad 4, rankad 2 inom 2008)
- Helen Tucker, GBR (VM 1:a)
- Sarah Haskins, USA (VM 2:a, rankad 4 inom 2008)
- Lisa Nordén, SWE (EM 3:a, rankad 9 inom 2008)

Några kända deltagare bland herrarna var:
- Javier Gomez, ESP, (rankad 1, VM 1:a, rankad 1 inom 2008)
- Bevan Docherty, NZL, (rankad 2, VM 2:a, rankad 3 inom 2008)
- Bradley Kahlefeldt, AUS, (rankad 3, rankad 5 inom 2008)
- Simon Whitfield, CAN, (rankad 4, rankad 2 inom 2008)
- Tim Don, GBR (rankad 6, rankad 4 inom 2008)
- Reto Hug, SUI (VM 3:a)
- Frederic Belaubre, FRA (EM 1:a)